# When the Gods Played a Badger Game
When the Gods Played a Badger Game, também conhecido como The Girl Who Wouldn’t Go Wrong, é um filme mudo norte-americano de 1915, do gênero drama, dirigido por Joe De Grasse e estrelado por Pauline Bush e Lon Chaney. O filme é agora considerado perdido.

## Elenco
- Pauline Bush - Nan DeVere
- Lon Chaney - Joe
- T. D. Crittenden
- Florence Weil
- Olive Carey (como Olive Golden)